# Temporada 2017 de GP3 Series
La temporada 2017 de GP3 Series fue la octava edición de la competición de GP3, categoría telonera de Fórmula 1, y antecesora de Campeonato de Fórmula 2 de la FIA.

## Escuderías y pilotos
| Escudería           | N.º | Piloto             | Rondas |
| ------------------- | --- | ------------------ | ------ |
| ART Grand Prix      | 1   | Jack Aitken        | Todas  |
| ART Grand Prix      | 2   | Nirei Fukuzumi     | Todas  |
| ART Grand Prix      | 3   | George Russell     | Todas  |
| ART Grand Prix      | 4   | Anthoine Hubert    | Todas  |
| Arden International | 5   | Niko Kari          | Todas  |
| Arden International | 6   | Leonardo Pulcini   | Todas  |
| Arden International | 7   | Steijn Schothorst  | Todas  |
| Trident             | 9   | Kevin Jörg         | Todas  |
| Trident             | 10  | Giuliano Alesi     | Todas  |
| Trident             | 11  | Ryan Tveter        | Todas  |
| Trident             | 12  | Dorian Boccolacci  | Todas  |
| DAMS                | 14  | Santino Ferrucci   | 1-2    |
| DAMS                | 14  | Matthieu Vaxivière | 3-6    |
| DAMS                | 14  | Dan Ticktum        | 7-8    |
| DAMS                | 15  | Tatiana Calderón   | Todas  |
| DAMS                | 16  | Bruno Baptista     | Todas  |
| Jenzer Motorsport   | 22  | Alessio Lorandi    | Todas  |
| Jenzer Motorsport   | 23  | Juan Manuel Correa | Todas  |
| Jenzer Motorsport   | 24  | Arjun Maini        | Todas  |
| Campos Racing       | 26  | Julien Falchero    | Todas  |
| Campos Racing       | 27  | Raoul Hyman        | Todas  |
| Campos Racing       | 28  | Marcos Siebert     | Todas  |
| Fuentes             |     |                    |        |

## Calendario
El calendario fue presentado en enero. La séptima fecha será compartida con la Fórmula 2, el resto será con los grandes premios de Fórmula 1.
| Ronda | Ronda | Circuito                                     | País                   | Fecha           |
| ----- | ----- | -------------------------------------------- | ---------------------- | --------------- |
| 1     | L     | Circuito de Barcelona-Cataluña, Barcelona    | España                 | 13 de mayo      |
| 1     | C     | Circuito de Barcelona-Cataluña, Barcelona    | España                 | 14 de mayo      |
| 2     | L     | Red Bull Ring, Spielberg                     | Austria                | 8 de julio      |
| 2     | C     | Red Bull Ring, Spielberg                     | Austria                | 9 de julio      |
| 3     | L     | Circuito de Silverstone, Silverstone         | Reino Unido            | 15 de julio     |
| 3     | C     | Circuito de Silverstone, Silverstone         | Reino Unido            | 16 de julio     |
| 4     | L     | Hungaroring, Budapest                        | Hungría                | 29 de julio     |
| 4     | C     | Hungaroring, Budapest                        | Hungría                | 30 de julio     |
| 5     | L     | Circuito de Spa-Francorchamps, Francorchamps | Bélgica                | 26 de agosto    |
| 5     | C     | Circuito de Spa-Francorchamps, Francorchamps | Bélgica                | 27 de agosto    |
| 6     | L     | Autodromo Nazionale di Monza, Monza          | Italia                 | 2 de septiembre |
| 6     | C     | Autodromo Nazionale di Monza, Monza          | Italia                 | 3 de septiembre |
| 7     | L     | Circuito de Jerez, Jerez de la Frontera      | España                 | 7 de octubre    |
| 7     | C     | Circuito de Jerez, Jerez de la Frontera      | España                 | 8 de octubre    |
| 8     | L     | Circuito Yas Marina, Abu Dabi                | Emiratos Árabes Unidos | 25 de noviembre |
| 8     | C     | Circuito Yas Marina, Abu Dabi                | Emiratos Árabes Unidos | 26 de noviembre |

## Resultados

### Temporada
| Ronda | Ronda | Ronda                | Pole Position     | Vuelta rápida     | Piloto ganador    | Escudería ganadora  |
| ----- | ----- | -------------------- | ----------------- | ----------------- | ----------------- | ------------------- |
| 1     | L     | Barcelona            | Jack Aitken       | Anthoine Hubert   | Nirei Fukuzumi    | ART Grand Prix      |
| 1     | C     | Barcelona            |                   | George Russell    | Arjun Maini       | Jenzer Motorsport   |
| 2     | L     | Spielberg            | George Russell    | Anthoine Hubert   | George Russell    | ART Grand Prix      |
| 2     | C     | Spielberg            |                   | Anthoine Hubert   | Raoul Hyman       | Campos Racing       |
| 3     | L     | Silverstone          | George Russell    | Giuliano Alesi    | George Russell    | ART Grand Prix      |
| 3     | C     | Silverstone          |                   | George Russell    | Giuliano Alesi    | Trident             |
| 4     | L     | Budapest             | Jack Aitken       | Jack Aitken       | Jack Aitken       | ART Grand Prix      |
| 4     | C     | Budapest             |                   | Leonardo Pulcini  | Giuliano Alesi    | Trident             |
| 5     | L     | Spa-Francorchamps    | George Russell    | George Russell    | George Russell    | ART Grand Prix      |
| 5     | C     | Spa-Francorchamps    |                   | George Russell    | Giuliano Alesi    | Trident             |
| 6     | L     | Monza                | Nirei Fukuzumi    | Anthoine Hubert   | George Russell    | ART Grand Prix      |
| 6     | C     | Monza                | Carrera cancelada | Carrera cancelada | Carrera cancelada | Carrera cancelada   |
| 7     | L     | Jerez de la Frontera | Nirei Fukuzumi    | Jack Aitken       | Nirei Fukuzumi    | ART Grand Prix      |
| 7     | C     | Jerez de la Frontera |                   | George Russell    | Alessio Lorandi   | Jenzer Motorsport   |
| 8     | L     | Yas Marina           | George Russell    | Niko Kari         | Niko Kari         | Arden International |
| 8     | C     | Yas Marina           |                   | Dan Ticktum       | Dorian Boccolacci | Trident             |

## Clasificaciones

### Sistema de puntuación
Los puntos se otorgaron a los 10 primeros clasificados en la carrera larga, y a los primeros 8 clasificados en la carrera corta. El piloto que logró la pole position en la carrera principal también recibió cuatro puntos y dos puntos fueron entregados al piloto que marcó la vuelta rápida entre los diez primeros, tanto en la carrera larga como en la corta. No hubo puntos extras otorgados a la pole en la carrera corta.
Puntos de carrera larga
| Posición | 1º | 2º | 3º | 4º | 5º | 6º | 7º | 8º | 9º | 10º | Pole | VR |
| Puntos   | 25 | 18 | 15 | 12 | 10 | 8  | 6  | 4  | 2  | 1   | 4    | 2  |

Puntos de carrera corta
Los puntos se otorgarán a los primeros 8 clasificados.
| Posición | 1º | 2º | 3º | 4º | 5º | 6º | 7º | 8º | VR |
| Puntos   | 15 | 12 | 10 | 8  | 6  | 4  | 2  | 1  | 2  |

### Campeonato de Pilotos
| Pos. | Piloto             | BAR | BAR | SPI | SPI | SIL | SIL | BUD | BUD | SPA | SPA | MNZ | MNZ | JER | JER | YMC | YMC | Puntos |
| ---- | ------------------ | --- | --- | --- | --- | --- | --- | --- | --- | --- | --- | --- | --- | --- | --- | --- | --- | ------ |
| 1    | George Russell     | 4   | 5   | 1   | 6   | 1   | 4   | DNS | 11  | 1   | 2   | 1   | C   | 2   | 4   | 2   | 4   | 220    |
| 2    | Jack Aitken        | Ret | 12  | 2   | 5   | 4   | 2   | 1   | Ret | 2   | 18  | 2   | C   | 3   | 6   | 14  | 10  | 140    |
| 3    | Nirei Fukuzumi     | 1   | 6   | 3   | 3   | Ret | 16  | 2   | Ret | 3   | 4   | DNS | C   | 1   | 5   | 15  | 14  | 134    |
| 4    | Anthoine Hubert    | 5   | 4   | 4   | 7   | 2   | 8   | 3   | 5   | Ret | 7   | 3   | C   | 5   | 3   | 8   | 5   | 127    |
| 5    | Giuliano Alesi     | 17  | 11  | 6   | 2   | 7   | 1   | 6   | 1   | 7   | 1   | 6   | C   | 9   | 7   | Ret | 11  | 99     |
| 6    | Dorian Boccolacci  | 6   | 2   | 9   | 17† | 8   | Ret | 5   | 4   | 5   | 17  | 14  | C   | 7   | 2   | 7   | 1   | 93     |
| 7    | Alessio Lorandi    | 3   | 3   | 7   | 8   | 3   | 6   | 4   | Ret | 12  | 14  | Ret | C   | 8   | 1   | 5   | 17  | 92     |
| 8    | Ryan Tveter        | 12  | 18  | 5   | 4   | Ret | 13  | 8   | 2   | 6   | 3   | 5   | C   | 12  | 14  | 9   | 2   | 76     |
| 9    | Arjun Maini        | 7   | 1   | 10  | 16  | 6   | 5   | Ret | 8   | 4   | 6   | 16† | C   | 17  | 12  | 3   | 8   | 69     |
| 10   | Niko Kari          | 15  | 14  | Ret | 18  | 5   | 3   | 9   | 6   | 9   | 9   | 15† | C   | 6   | 19  | 1   | 6   | 67     |
| 11   | Raoul Hyman        | 8   | 7   | 8   | 1   | 16  | 11  | 14  | 7   | 14  | 10  | 11  | C   | 19  | 15  | 13  | 12  | 27     |
| 12   | Kevin Jörg         | 13  | 9   | 11  | 9   | 9   | 7   | 7   | 3   | 10  | 8   | 9   | C   | 20  | 18  | 10  | 9   | 25     |
| 13   | Dan Ticktum        |     |     |     |     |     |     |     |     |     |     | 13  | C   | 4   | Ret | 4   | 3   | 34     |
| 14   | Leonardo Pulcini   | 2   | 17  | Ret | 14  | 11  | 12  | 15  | 10  | 11  | 11  | Ret | C   | 14  | 13  | 17† | Ret | 20     |
| 15   | Julien Falchero    | 11  | 10  | 15  | 11  | 10  | Ret | 13  | Ret | 8   | 5   | 8   | C   | 10  | 9   | DNS | 16  | 16     |
| 16   | Marcos Siebert     | 10  | 16  | 12  | 10  | 12  | 10  | 11  | 9   | Ret | Ret | 4   | C   | 18  | 17  | Ret | Ret | 14     |
| 17   | Steijn Schothorst  | 18  | 15  | Ret | 15  | 13  | Ret | Ret | Ret | 13  | 12  | 12  | C   | 11  | 10  | 6   | 18  | 8      |
| 18   | Tatiana Calderón   | 14  | Ret | 13  | 12  | 14  | 15  | Ret | 13  | 16  | 13  | 7   | C   | 13  | 8   | 16  | 15  | 7      |
| 19   | Bruno Baptista     | 16  | 13  | 14  | Ret | 15  | 14  | 10  | Ret | Ret | 16  | 10  | C   | 16  | 13  | 11  | 7   | 4      |
| 20   | Santino Ferrucci   | 9   | 8   | Ret | 13  | Ret | 9   |     |     |     |     |     |     |     |     |     |     | 3      |
| 21   | Matthieu Vaxivière |     |     |     |     |     |     | 12  | 12  | Ret | 15  |     |     |     |     |     |     | 0      |
| 22   | Juan Manuel Correa |     |     |     |     |     |     |     |     | 15  | Ret | Ret | C   | 15  | 16  | 12  | 13  | 0      |
| Pos. | Piloto             | BAR | BAR | SPI | SPI | SIL | SIL | BUD | BUD | SPA | SPA | MNZ | MNZ | JER | JER | YMC | YMC | Puntos |

| Color     | Resultado              |
| --------- | ---------------------- |
| Oro       | Ganador                |
| Plata     | 2.ª plaza              |
| Bronce    | 3.ª plaza              |
| Verde     | Finalizó en los puntos |
| Azul      | Finalizó sin puntos    |
| Azul      | NC - No clasificado    |
| Violeta   | Ret - No terminó       |
| Rojo      | DNQ - No se clasificó  |
| Negro     | DSQ - Descalificado    |
| Blanco    | DNS - No empezó        |
| Blanco    | WD - Retirado          |
| Blanco    | C - Carrera cancelada  |
| Sin color | DNP - No participó     |
| Sin color | INJ - Lesionado        |
| Sin color | EX - Excluido          |

| Estado  | Resultado |
| ------- | --- |
| Negrita | Pole position |
| Cursiva | Vuelta rápida puntuable, el piloto cumplió los requisitos para ser bonificado con uno o más puntos por lograr la vuelta rápida |
| †       | Abandona, pero clasifica al completar el porcentaje requerido para ello                                                        |

- [4]

### Campeonato de Escuderías
Los equipos con 4 monoplazas en pista pueden puntuar solamente con los 3 mejores clasificados en cada carrera.
| Pos. | Equipo              | No. | BAR | BAR | SPI | SPI | SIL | SIL | BUD | BUD | SPA | SPA | MNZ | MNZ | JER | JER | YMC | YMC | Puntos |
| ---- | ------------------- | --- | --- | --- | --- | --- | --- | --- | --- | --- | --- | --- | --- | --- | --- | --- | --- | --- | ------ |
| 1    | ART Grand Prix      | 1   | Ret | 12  | 2   | 5   | 4   | 2   | 1   | Ret | 2   | 18  | 2   | C   | 3   | 6   | 14  | 10  | 578    |
| 1    | ART Grand Prix      | 2   | 1   | 6   | 3   | 3   | Ret | 16  | 2   | Ret | 3   | 4   | DNS | C   | 1   | 5   | 15  | 14  | 578    |
| 1    | ART Grand Prix      | 3   | 4   | 5   | 1   | 6   | 1   | 4   | DNS | 11  | 1   | 2   | 1   | C   | 2   | 4   | 2   | 4   | 578    |
| 1    | ART Grand Prix      | 4   | 5   | 4   | 4   | 7   | 2   | 8   | 3   | 5   | Ret | 7   | 3   | C   | 5   | 3   | 8   | 5   | 578    |
| 2    | Trident             | 9   | 13  | 9   | 11  | 9   | 9   | 7   | 7   | 3   | 10  | 8   | 9   | C   | 20  | 18  | 10  | 9   | 286    |
| 2    | Trident             | 10  | 17  | 11  | 6   | 2   | 7   | 1   | 6   | 1   | 7   | 1   | 6   | C   | 9   | 7   | Ret | 11  | 286    |
| 2    | Trident             | 11  | 12  | 18  | 5   | 4   | Ret | 13  | 8   | 2   | 6   | 3   | 5   | C   | 12  | 14  | 9   | 2   | 286    |
| 2    | Trident             | 12  | 6   | 2   | 9   | 17† | 8   | Ret | 5   | 4   | 5   | 17  | 14  | C   | 7   | 2   | 7   | 1   | 286    |
| 3    | Jenzer Motorsport   | 22  | 3   | 3   | 7   | 8   | 3   | 6   | 4   | Ret | 12  | 14  | Ret | C   | 8   | 1   | 5   | 17  | 164    |
| 3    | Jenzer Motorsport   | 23  |     |     |     |     |     |     |     |     | 15  | Ret | Ret | C   | 15  | 16  | 12  | 13  | 164    |
| 3    | Jenzer Motorsport   | 24  | 7   | 1   | 10  | 16  | 6   | 5   | Ret | 8   | 4   | 6   | 16† | C   | 17  | 12  | 3   | 8   | 164    |
| 4    | Arden International | 5   | 15  | 14  | Ret | 18  | 5   | 3   | 9   | 6   | 9   | 9   | 15† | C   | 6   | 19  | 1   | 6   | 91     |
| 4    | Arden International | 6   | 2   | 17  | Ret | 14  | 11  | 12  | 15  | 10  | 11  | 11  | Ret | C   | 14  | 13  | 17† | Ret | 91     |
| 4    | Arden International | 7   | 18  | 15  | Ret | 15  | 13  | Ret | Ret | Ret | 13  | 12  | 12  | C   | 11  | 10  | 6   | 18  | 91     |
| 5    | Campos Racing       | 26  | 11  | 10  | 15  | 11  | 10  | Ret | 13  | Ret | 8   | 5   | 8   | C   | 10  | 9   | DNS | 16  | 56     |
| 5    | Campos Racing       | 27  | 8   | 7   | 8   | 1   | 16  | 11  | 14  | 7   | 14  | 10  | 11  | C   | 19  | 15  | 13  | 12  | 56     |
| 5    | Campos Racing       | 28  | 10  | 16  | 12  | 10  | 12  | 10  | 11  | 9   | Ret | Ret | 4   | C   | 18  | 17  | Ret | Ret | 56     |
| 6    | DAMS                | 14  | 9   | 8   | Ret | 13  | Ret | 9   | 12  | 12  | Ret | 15  | 13  | C   | 4   | Ret | 4   | 3   | 48     |
| 6    | DAMS                | 15  | 14  | Ret | 13  | 12  | 14  | 15  | Ret | 13  | 16  | 13  | 7   | C   | 13  | 8   | 16  | 15  | 48     |
| 6    | DAMS                | 16  | 16  | 13  | 14  | Ret | 15  | 14  | 10  | Ret | Ret | 16  | 10  | C   | 16  | 13  | 11  | 7   | 48     |
| Pos. | Equipo              | No. | BAR | BAR | SPI | SPI | SIL | SIL | BUD | BUD | SPA | SPA | MNZ | MNZ | JER | JER | YMC | YMC | Puntos |

| Color     | Resultado              |
| --------- | ---------------------- |
| Oro       | Ganador                |
| Plata     | 2.ª plaza              |
| Bronce    | 3.ª plaza              |
| Verde     | Finalizó en los puntos |
| Azul      | Finalizó sin puntos    |
| Azul      | NC - No clasificado    |
| Violeta   | Ret - No terminó       |
| Rojo      | DNQ - No se clasificó  |
| Negro     | DSQ - Descalificado    |
| Blanco    | DNS - No empezó        |
| Blanco    | WD - Retirado          |
| Blanco    | C - Carrera cancelada  |
| Sin color | DNP - No participó     |
| Sin color | INJ - Lesionado        |
| Sin color | EX - Excluido          |

| Estado  | Resultado |
| ------- | --- |
| Negrita | Pole position |
| Cursiva | Vuelta rápida puntuable, el piloto cumplió los requisitos para ser bonificado con uno o más puntos por lograr la vuelta rápida |
| †       | Abandona, pero clasifica al completar el porcentaje requerido para ello                                                        |

### Citas
1. ↑  «GP2 Series renamed FIA Formula 2 Championship  - GP2 Series». www.gp2series.com. Consultado el 23 de marzo de 2017.
2. ↑  «2017 GP3 teams». GPUpdate.net (en inglés británico). Consultado el 28 de diciembre de 2016.
3. ↑  «GP3 Series 2017 season calendar unveiled - GP3 Series». www.gp3series.com (en inglés británico). Consultado el 12 de mayo de 2017.
4. ↑  «GP3 2017 | Posiciones | Motorsport.com». lat.motorsport.com. Archivado desde el original el 27 de diciembre de 2017. Consultado el 21 de mayo de 2017.
5. ↑  «Equipos de GP3 sumarán puntos con sólo tres autos». motorsport.com. 15 de marzo de 2016. Consultado el 20 de mayo de 2018.

- Datos: Q27664690